# Skupinsko postopno gospodarjenje
Skupinsko postopno gospodarjenje z gozdom ( v nadaljevanju SPG ) je način dolgoročnega gospodarjenja z gozdom, ki vključuje vse ostale načine gospodarjenja z gozdovi in jih smiselno časovno in prostorsko povezuje, glede na gozdni tip. Ostali načini gospodarjenja so : zastorno, robno, prebiralno gospodarjenje in golosečnja.

## Izbira gospodarjenja
Velik vpliv na izbiro gospodarjenja z gozdom ima kakovost rastišča. Rastišče je opredeljeno,kot skupek klimatskih, edafskih (talnih) in bioloških vplivov na rast drevja. V splošnem drevesa na kakovostnih rastiščih dosegajo določene premere in višine prej, kot na nekakovostnih. V posameznih primerih, ko imamo opraviti z genetsko slabo populacijo dreves (slabo seme) pa rastišče ni odločujoči dejavnik dolžine proizvodne dobe dreves. Proizvodna doba je obdobje, v katerem drevo priraste do dimenzij, ko se ga ekonomsko splača posekati. Če zavlačujemo, tvegamo, da bo les razvrednoten zaradi starostnih pojavov in vplivov okužb s patogenimi glivami in insekti. Če smo prezgodnji, nismo izkoristili maksimalnega prirastnega potenciala dreves.

## Tehnika SPG
S sečnjo začnemo v gozdu, kjer je drevje sečno zrelo. SPG je zelo primerno za razmere, kjer je večja površina gozda razdrobljena na več manjših površinic, ki se medsebojno razlikujejo po starosti drevja ali pa po kakovosti rastišča. Nekje je lahko denimo skupina drevja mlajša ( fiziološka ali dejanska starost) in v povprečju višja, kot drugje, kjer je drevje dejansko starejše toda nižje, ker je rastišče slabše.  Konkretno to pomeni, da določeno drevo v enakem časovnem obdobju zraste višje, kot drevo iste vrste na slabšem rastišču. Pravimo, da drevo razvojno zaostaja. Podobno, kot pri ljudeh. Človek star 18 let je razvojno naprednejši (pametnejši), od nekega drugega človeka enake starosti. Le da je pri ljudeh odločilnejši genetski faktor, pri drevesih pa je to faktor rastišča.
Kot rečeno, drevje začnemo sekati v manjših skupinicah, za katere ugotovimo, da so sečno zrele. Okoliško drevje je manjših dimenzij in počaka, da se bomo čez nekaj let vrnili in razširili rob skupinice. Preden se lotimo sečnje skupinice, moramo zagotoviti, da pade dovolj semena iz katerega bo zrasla naslednja generacija gozda. Skozi leta s pametnim izborom začetnih skupinic pomladimo celotni gozd. Tam, kjer smo začeli s sečnjo, pa lahko že imamo sečno zrel gozd. Navadno v praksi temu ni tako, saj načrtovanje ni tako šablonsko, ampak je prepuščeno uvidu gozdarja v gozd.
Skupinice, če je možno, širimo v smeri, ki je nasprotna smeri prevladujočih vetrov. Širimo jih tudi tako, da so poškodbe pri spravilu posekanega lesa minimalne. Vedno vlačimo les skozi gozd, ki je dimenzijsko dovolj močan, da ga ne uničimo. Skozi razvojne faze vznika, mladja, gošče in letvenjaka ( od 0 pa do okoli 20 let star gozd v povprečju ), ne vlačimo lesa. Najbolj ugodno je začeti s sečnjami v stičiščih dveh vlak na pobočju, kjer kasneje z leti širimo pomlajevalno površino med vlakama naprej.